# Ana (släktforskning)
|  | Wiktionary har en ordboksartikel om anor. |

Ana är i släktforskningssammanhang detsamma som förfader med pluralformen anor. Man skiljer mellan anfader (manlig ana) och anmoder (kvinnlig ana). Anfäder i plural används emellertid, i likhet med förfäder, som ett könsneutralt ord.
Ju längre bakåt man går i ett släktträd, desto högre grad av anförlust råkar man på, eftersom samma personer förekommer flera gånger på olika ställen i trädet.